# Geresdlak
Geresdlak (Duits: Gereschlak) is een plaats (község) en gemeente in het Hongaarse comitaat Baranya. Geresdlak telt 935 inwoners (2001).